# Gand-Wevelgem féminin 2017
Cet article concerne la course féminine. Pour la course masculine, voir Gand-Wevelgem 2017.
La 6e édition de Gand-Wevelgem féminin a lieu le 26 mars 2017. C'est la quatrième épreuve de l'UCI World Tour féminin 2017. La course est remportée par Lotta Lepistö.

## Présentation

### Organisation
L'épreuve est organisée par Flanders Classics.

### Parcours
La course, longue de 145 km, part de Boezinge près d'Ypres. Le parcours effectue tout d'abord quatre tours d'un circuit local avec de se diriger vers Ypres centre. Après être passée sur la grand-place, la course se rend au Mont Kemmel pour le monter une première fois par le côté dit Belvédère. Le Monteberg est escaladé dans la foulée. La course fait ensuite une boucle autour du Mont Kemmel en passant par le Banneberg puis escalade de nouveau le côté Belvédère puis le Monteberg. À la différence des hommes, les secteurs pavés de Ploegsteert ne sont pas empruntés. Après ce deuxième passage sur le Mont Kemmel, le parcours fait un crochet vers le nord et Ypres pour aller chercher la N8 qui mène ensuite les coureuses directement jusqu'à Wevelgem.
Cinq monts sont au programme de cette édition, dont certains recouverts de pavés :
| Mont | Nom                     | Km    | Revêtement | Longueur (m) | Pente moyenne | Pente maxi | Km de l'arrivée |
| ---- | ----------------------- | ----- | ---------- | ------------ | ------------- | ---------- | --------------- |
| 1    | Mont Kemmel - Belvédère | 70,0  |            |              | %             | %          | 75,0            |
| 2    | Monteberg (nl)          | 74,0  |            |              | %             | %          | 71              |
| 3    | Baneberg (nl)           | 91,9  |            |              | %             | %          | 53,1            |
| 4    | Mont Kemmel - Belvédère | 99,9  |            |              | %             | %          | 45,1            |
| 5    | Monteberg (nl)          | 103,9 |            |              | %             | %          | 41,1            |

### Équipes
| Équipes féminines professionnelles (25)- Alé Cipollini Galassia - Astana Women's Team - BePink Cogeas - Boels Dolmans - Bizkaia-Durango - BTC City Ljubljana - Canyon-SRAM - Cervélo Bigla - Cylance Pro Cycling - Drops - FDJ-Nouvelle Aquitaine-Futuroscope - Hitec Products - Lares-Waowdeals Women Cycling Team - Lensworld-Kuota - Lotto Soudal - Orica-Scott - Parkhotel Valkenburg-Destil Cycling Team - SAS-Macogep - Servetto Giusta - Sport Vlaanderen-Etixx - Sunweb - Top Girls Fassa Bortolo - VéloCONCEPT Women - Wiggle High5 - WM3 Pro Cycling |
| |

## Favorites
L'équipe Boels-Dolmans se présente au départ avec la vainqueur sortante Chantal Blaak, la championne du monde et vainqueur du Tour de Drenthe Amalie Dideriksen, Elizabeth Deignan (finalement forfait) et Amy Pieters. Parmi les grandes équipes les favorites sont : Elisa Longo Borghini, Jolien D'Hoore, Katarzyna Niewiadoma, Cecilie Uttrup Ludwig, Ashleigh Moolman et Lotta Lepistö qui vient de remporter  À travers les Flandres, Elena Cecchini, Lisa Brennauer et Hannah Barnes, Lucinda Brand, Floortje Mackaij, Coryn Rivera, Ellen Van Dijk, Gracie Elvin et Annemiek Van Vleuten. Pour les petites équipes, il faut également compter sur Alice Barnes, Thalita de Jong, Lotte Kopecky, Roxane Fournier, Roxane Knetemann et Shara Gillow, Marta Bastianelli, Janneke Ensing, Chloe Hosking, Sheyla Gutierrez, Arlenis Sierra, Maria Giulia Confalonieri et Kelly Druyts.

## Récit de la course
Une chute importante survient au pied du Monteberg. Elle scinde le peloton en deux. Après regroupement, une nouvelle chute divise le peloton cette fois en trois parties avec quarante coureuses à l'avant. La dernière ascension du mont Kemmel réduit ce groupe à trente unités. À trente-deux kilomètres de l'arrivée, Marie Villmann attaque. Elle rapidement reprise, tout comme Giorgia Bronzini et Anna van der Breggen  qui accélèrent à vingt kilomètres du but. Un contre avec Giorgia Bronzini de nouveau, Katrin Garfoot, Christine Majerus et Ellen van Dijk se détache. Elles sont plus tard rejointes par Marta Bastianelli et Arlenis Sierra. Un groupement général s'opère par la suite. Christine Majerus lance de nouveau une attaque, sans succès. À cinq kilomètres de la ligne, c'est au tour de Janneke Ensing de partir. Olga Zabelinskaya la rejoint, mais tout rentre dans l'ordre à deux kilomètres de l'arrivée. La victoire se dispute au sprint massif. La photo finish doit départager Lotta Lepistö et Jolien D'Hoore au profit de la première. Coryn Rivera complète le podium.

## Classements

### Classement final
| \| Classement général \| Classement général \| Classement général \| Classement général \| Classement général \| \| Coureuse \| Coureuse \| Pays \| Équipe \| Temps \| \| ------------------ \| ------------------------- \| ------------------ \| ------------------ \| ------------------ \| \| 1re \| Lotta Lepistö \| Finlande \| Cervélo Bigla \| 3 h 53 min 54 s \| \| 2e \| Jolien D'Hoore \| Belgique \| Wiggle High5 \| + 0 s \| \| 3e \| Coryn Rivera \| États-Unis \| Sunweb \| + 0 s \| \| 4e \| Marta Bastianelli \| Italie \| Alé Cipollini \| + 0 s \| \| 5e \| Lisa Brennauer \| Allemagne \| Canyon-SRAM Racing \| + 0 s \| \| 6e \| Maria Giulia Confalonieri \| Italie \| Lensworld-Kuota \| + 0 s \| \| 7e \| Alice Barnes \| Royaume-Uni \| Drops \| + 0 s \| \| 8e \| Chantal Blaak \| Pays-Bas \| Boels Dolmans \| + 0 s \| \| 9e \| Elena Cecchini \| Italie \| Canyon-SRAM Racing \| + 0 s \| \| 10e \| Sheyla Gutiérrez \| Espagne \| Cylance \| + 0 s \| |                           |             |                    |                 |
| |                           |             |                    |                 |
| Source : ProCyclingStats |                           |             |                    |                 |
| Classement général |                           |             |                    |                 |
| Coureuse | Coureuse                  | Pays        | Équipe             | Temps           |
| 1re | Lotta Lepistö             | Finlande    | Cervélo Bigla      | 3 h 53 min 54 s |
| 2e | Jolien D'Hoore            | Belgique    | Wiggle High5       | + 0 s           |
| 3e | Coryn Rivera              | États-Unis  | Sunweb             | + 0 s           |
| 4e | Marta Bastianelli         | Italie      | Alé Cipollini      | + 0 s           |
| 5e | Lisa Brennauer            | Allemagne   | Canyon-SRAM Racing | + 0 s           |
| 6e | Maria Giulia Confalonieri | Italie      | Lensworld-Kuota    | + 0 s           |
| 7e | Alice Barnes              | Royaume-Uni | Drops              | + 0 s           |
| 8e | Chantal Blaak             | Pays-Bas    | Boels Dolmans      | + 0 s           |
| 9e | Elena Cecchini            | Italie      | Canyon-SRAM Racing | + 0 s           |
| 10e | Sheyla Gutiérrez          | Espagne     | Cylance            | + 0 s           |

### UCI World Tour
| Position,          | 1er | 2e  | 3e | 4e | 5e | 6e | 7e | 8e | 9e | 10e | 11e | 12e | 13e | 14e | 15e | 16e | 17e | 18e | 19e | 20e |
| Classement général | 120 | 100 | 85 | 70 | 60 | 50 | 40 | 35 | 30 | 25  | 20  | 18  | 16  | 14  | 12  | 10  | 8   | 6   | 4   | 2   |

## Réactions
Lotta Lepistö est très heureuse de remporter Gand-Wevelgem après sa victoire le mercredi sur À Travers les Flandres. Elle remercie ses coéquipières. Jolien D'Hoore se montre très déçue de sa deuxième place. Coryn Rivera se montre satisfaite de sa forme du moment.

## Liste des participantes
| Légende | Légende                                                                    | Légende | Légende                                                    |
| ------- | -------------------------------------------------------------------------- | ------- | ---------------------------------------------------------- |
| Num     | Dossard de départ porté par le coureur sur ce Gand-Wevelgem                | Pos     | Position à l'arrivée de la course                          |
|         | Indique un maillot de champion national ou mondial, suivi de sa spécialité | NP      | Indique un coureur qui n'a pas pris le départ de la course |
| AB      | Indique un coureur qui n'a pas terminé la course                           | HD      | Indique un coureur qui a terminé la course hors des délais |

| Boels Dolmans DLT              | Boels Dolmans DLT               | Boels Dolmans DLT |
| ------------------------------ | ------------------------------- | ----------------- |
| Num                            | Coureur                         | Pos               |
| 1                              | Chantal Blaak (NED)             | 8e                |
| 2                              | Amalie Dideriksen (DEN) (route) | 77e               |
| 3                              | Jip van den Bos (NED)           | 93e               |
| 4                              | Christine Majerus (LUX) (route) | 21e               |
| 5                              | Amy Pieters (NED)               | 26e               |
| 6                              | Anna van der Breggen (NED)      | 43e               |
| Directeur sportif : Danny Stam |                                 |                   |

| Wiggle High5 WHT                  | Wiggle High5 WHT           | Wiggle High5 WHT |
| --------------------------------- | -------------------------- | ---------------- |
| Num                               | Coureur                    | Pos              |
| 11                                | Jolien D'Hoore (BEL)       | 2e               |
| 12                                | Audrey Cordon (FRA)        | 35e              |
| 13                                | Giorgia Bronzini (ITA)     | 34e              |
| 14                                | Emilia Fahlin (SWE)        | 74e              |
| 15                                | Julie Leth (DEN)           | 67e              |
| 16                                | Elisa Longo Borghini (ITA) | 42e              |
| Directeur sportif : Martin Vestby |                            |                  |

| WM3                                   | WM3                                | WM3 |
| ------------------------------------- | ---------------------------------- | --- |
| Num                                   | Coureur                            | Pos |
| 21                                    | Katarzyna Niewiadoma (POL) (route) | 19e |
| 22                                    | Jeanne Korevaar (NED)              | 52e |
| 23                                    | Anouska Koster (NED) (route)       | 17e |
| 24                                    | Valentina Scandolara (ITA)         | AB  |
| 25                                    | Moniek Tenniglo (NED)              | 95e |
| 26                                    | Lauren Kitchen (AUS)               | AB  |
| Directeur sportif : Jeroen Blijlevens |                                    |     |

| Lares-Waowdeals Women LWW       | Lares-Waowdeals Women LWW | Lares-Waowdeals Women LWW |
| ------------------------------- | ------------------------- | ------------------------- |
| Num                             | Coureur                   | Pos                       |
| 32                              | Thalita de Jong (NED)     | 91e                       |
| 33                              | Sarah Inghelbrecht (BEL)  | 70e                       |
| 34                              | Amélie Rivat (FRA)        | AB                        |
|                                 | Daniela Reis (POR)        | 59e                       |
|                                 | Sarah Rijkes (AUT)        | 86e                       |
|                                 | Kelly Markus (NED)        | AB                        |
| Directeur sportif : Marc Bracke |                           |                           |

| Lensworld-Kuota LWK                     | Lensworld-Kuota LWK             | Lensworld-Kuota LWK |
| --------------------------------------- | ------------------------------- | ------------------- |
| Num                                     | Coureur                         | Pos                 |
| 41                                      | Maria Giulia Confalonieri (ITA) | 6e                  |
| 42                                      | Alice Maria Arzuffi (ITA)       | 82e                 |
| 43                                      | Tatiana Guderzo (ITA)           | 12e                 |
| 44                                      | Kaat Hannes (BEL) (route)       | 54e                 |
| 45                                      | Maaike Polspoel (BEL)           | AB                  |
| 46                                      | Nathalie Verschelden (BEL)      | 64e                 |
| Directeur sportif : Heidi Van De Vijver |                                 |                     |

| Sport Vlaanderen-Etixx SVG       | Sport Vlaanderen-Etixx SVG | Sport Vlaanderen-Etixx SVG |
| -------------------------------- | -------------------------- | -------------------------- |
| Num                              | Coureur                    | Pos                        |
| 51                               | Kelly Druyts (BEL)         | AB                         |
| 53                               | Jessy Druyts (BEL)         | AB                         |
| 55                               | Valerie Demey (BEL)        | AB                         |
| 56                               | Kelly Van den Steen (BEL)  | 22e                        |
|                                  | Fien Delbaere (BEL)        | AB                         |
|                                  | Celine Van Severen (BEL)   | 46e                        |
| Directeur sportif : Dayv Wijnant |                            |                            |

| Lotto Soudal LBL                      | Lotto Soudal LBL          | Lotto Soudal LBL |
| ------------------------------------- | ------------------------- | ---------------- |
| Num                                   | Coureur                   | Pos              |
| 61                                    | Lotte Kopecky (BEL)       | 16e              |
| 62                                    | Élise Delzenne (FRA)      | AB               |
| 63                                    | Annelies Dom (BEL)        | 49e              |
| 64                                    | Jessie Daams (BEL)        | AB               |
| 65                                    | Trine Schmidt (DEN)       | AB               |
| 66                                    | Kaat Van der Meulen (BEL) | 48e              |
| Directeur sportif : Danny Schoonbaert |                           |                  |

| Véloconcept TVW                        | Véloconcept TVW          | Véloconcept TVW |
| -------------------------------------- | ------------------------ | --------------- |
| Num                                    | Coureur                  | Pos             |
| 71                                     | Pernille Mathiesen (DEN) | AB              |
| 72                                     | Sara Mustonen (SWE)      | 50e             |
| 73                                     | Camilla Pedersen (DEN)   | AB              |
| 74                                     | Sara Penton (SWE)        | 51e             |
| 75                                     | Christina Siggaard (DEN) | AB              |
| 76                                     | Claudia Koster (NED)     | AB              |
| Directeur sportif : Handberg Madsen Bo |                          |                 |

| Cervélo Bigla CBT                  | Cervélo Bigla CBT           | Cervélo Bigla CBT |
| ---------------------------------- | --------------------------- | ----------------- |
| Num                                | Coureur                     | Pos               |
| 82                                 | Lotta Lepistö (FIN) (route) | 1re               |
| 83                                 | Cecilie Uttrup Ludwig (DEN) | 38e               |
| 84                                 | Ashleigh Moolman (RSA)      | 31e               |
| 86                                 | Stephanie Pohl (GER)        | 99e               |
|                                    | Lisa Klein (GER)            | 23e               |
|                                    | Marie Villmann (DEN)        | 39e               |
| Directeur sportif : Thomas Campana |                             |                   |

| Cylance CPC                        | Cylance CPC                 | Cylance CPC |
| ---------------------------------- | --------------------------- | ----------- |
| Num                                | Coureur                     | Pos         |
| 91                                 | Sheyla Gutierrez Ruiz (ESP) | 10e         |
| 92                                 | Małgorzata Jasińska (POL)   | 41e         |
| 93                                 | Willeke Knol (NED )         | 76e         |
| 94                                 | Joëlle Numainville (CAN)    | 102e        |
| 95                                 | Rossella Ratto (ITA )       | 79e         |
| 96                                 | Marta Tagliaferro (ITA )    | 80e         |
| Directeur sportif : Manel Lacambra |                             |             |

| FDJ-Nouvelle Aquitaine-Futuroscope FUT | FDJ-Nouvelle Aquitaine-Futuroscope FUT | FDJ-Nouvelle Aquitaine-Futuroscope FUT |
| -------------------------------------- | -------------------------------------- | -------------------------------------- |
| Num                                    | Coureur                                | Pos                                    |
| 101                                    | Aude Biannic (FRA)                     | 101e                                   |
| 102                                    | Coralie Demay (FRA)                    | 98e                                    |
| 103                                    | Eugénie Duval (FRA)                    | 57e                                    |
| 104                                    | Roxane Fournier (FRA)                  | 81e                                    |
| 105                                    | Shara Gillow (AUS)                     | 63e                                    |
| 106                                    | Roxane Knetemann (NED)                 | 32e                                    |
| Directeur sportif : Nicolas Marche     |                                        |                                        |

| Canyon-SRAM Racing LPR           | Canyon-SRAM Racing LPR       | Canyon-SRAM Racing LPR |
| -------------------------------- | ---------------------------- | ---------------------- |
| Num                              | Coureur                      | Pos                    |
| 111                              | Hannah Barnes (GBR) (route)  | 15e                    |
| 112                              | Lisa Brennauer (GER)         | 5e                     |
| 113                              | Elena Cecchini (ITA) (route) | 9e                     |
|                                  | Barbara Guarischi (ITA )     | AB                     |
|                                  | Alena Amialiusik (BLR )      | AB                     |
| 116                              | Trixi Worrack (GER)          | 100e                   |
| Directeur sportif : Barry Austin |                              |                        |

| Servetto Giusta SER               | Servetto Giusta SER     | Servetto Giusta SER |
| --------------------------------- | ----------------------- | ------------------- |
| Num                               | Coureur                 | Pos                 |
| 121                               | Kseniia Dobrynina (RUS) | AB                  |
| 122                               | Daniela Gass (GER)      | 44e                 |
| 123                               | Ting Ying Huang (TPE)   | AB                  |
| 124                               | Anna Potokina (RUS)     | 89e                 |
|                                   | Camila Lozano (COL)     | 68e                 |
| Directeur sportif : Dario Rossino |                         |                     |

| Hitec Products HPU               | Hitec Products HPU     | Hitec Products HPU |
| -------------------------------- | ---------------------- | ------------------ |
| Num                              | Coureur                | Pos                |
| 131                              | Susanne Andersen (NOR) | AB                 |
| 132                              | Charlotte Becker (GER) | AB                 |
| 133                              | Simona Frapporti (ITA) | 85e                |
| 134                              | Nina Kessler (NED)     | AB                 |
| 135                              | Emilie Moberg (NOR)    | 45e                |
| 136                              | Thea Thorsen (NOR)     | AB                 |
| Directeur sportif : Bart Lismont |                        |                    |

| Parkhotel Valkenburg-Destil PVD | Parkhotel Valkenburg-Destil PVD | Parkhotel Valkenburg-Destil PVD |
| ------------------------------- | ------------------------------- | ------------------------------- |
| Num                             | Coureur                         | Pos                             |
| 141                             | Demi de Jong (NED)              | 61e                             |
| 145                             | Esra Tromp (NED)                | 84e                             |
| 146                             | Natalie van Gogh (NED)          | 58e                             |
|                                 | Eva Buurman (NED)               | 60e                             |
|                                 | Nina Buysman (NED)              | 73e                             |
|                                 | Karlijn Swinkels (NED)          | AB                              |
| Directeur sportif : Raymond Rol |                                 |                                 |

| Alé Cipollini ALE                       | Alé Cipollini ALE       | Alé Cipollini ALE |
| --------------------------------------- | ----------------------- | ----------------- |
| Num                                     | Coureur                 | Pos               |
| 151                                     | Marta Bastianelli (ITA) | 4e                |
| 152                                     | Janneke Ensing (NED)    | 20e               |
| 153                                     | Chloe Hosking (AUS)     | 88e               |
| 154                                     | Romy Kasper (GER)       | 40e               |
| 155                                     | Anna Trevisi (ITA)      | AB                |
| 156                                     | Anisha Vekemans (BEL)   | AB                |
| Directeur sportif : Fortunato Lacquanti |                         |                   |

| Sunweb SUN                          | Sunweb SUN             | Sunweb SUN |
| ----------------------------------- | ---------------------- | ---------- |
| Num                                 | Coureur                | Pos        |
| 161                                 | Lucinda Brand (NED)    | 29e        |
| 162                                 | Leah Kirchmann (CAN)   | 65e        |
| 163                                 | Floortje Mackaij (NED) | 37e        |
| 164                                 | Coryn Rivera (USA )    | 3e         |
| 165                                 | Julia Soek (NED )      | 71e        |
| 166                                 | Ellen van Dijk (NED)   | 33e        |
| Directeur sportif : Hans Timmermans |                        |            |

| BTC City Ljubljana BTC           | BTC City Ljubljana BTC         | BTC City Ljubljana BTC |
| -------------------------------- | ------------------------------ | ---------------------- |
| Num                              | Coureur                        | Pos                    |
| 171                              | Polona Batagelj (SLO) (route)  | 28e                    |
| 172                              | Eugenia Bujak (POL)            | 24e                    |
| 173                              | Hanna Nilsson (SWE)            | 30e                    |
| 174                              | Ursa Pintar (SLO)              | AB                     |
| 175                              | Jelena Eric (SRB)              | AB                     |
| 176                              | Anna Zita Maria Stricker (ITA) | 36e                    |
| Directeur sportif : Gorazd Penko |                                |                        |

| Top Girls Fassa Bortolo TOP      | Top Girls Fassa Bortolo TOP    | Top Girls Fassa Bortolo TOP |
| -------------------------------- | ------------------------------ | --------------------------- |
| Num                              | Coureur                        | Pos                         |
| 181                              | Beatrice Bartelloni (ITA)      | AB                          |
| 182                              | Elena Leonardi (ITA)           | AB                          |
| 183                              | Ana Maria Covrig (ROM) (route) | AB                          |
| 184                              | Asja Paladin (ITA)             | 90e                         |
| 185                              | Michela Pavin (ITA)            | AB                          |
| 186                              | Beatrice Rossato (ITA)         | AB                          |
| Directeur sportif : Lucio Rigato |                                |                             |

| SAS-Macogep SAS                              | SAS-Macogep SAS        | SAS-Macogep SAS |
| -------------------------------------------- | ---------------------- | --------------- |
| Num                                          | Coureur                | Pos             |
| 191                                          | Marjolaine Bazin (FRA) | AB              |
| 192                                          | Mena Milagro (CHI)     | AB              |
| 193                                          | Soline Lamboley (FRA)  | AB              |
| 194                                          | Irena Ossola (USA)     | 66e             |
| 195                                          | Emilie Rochedy (FRA)   | AB              |
| 196                                          | Iris Sachet (FRA)      | AB              |
| Directeur sportif : Jean Christophe Barbotin |                        |                 |

| Bizkaia - Durango BPD              | Bizkaia - Durango BPD          | Bizkaia - Durango BPD |
| ---------------------------------- | ------------------------------ | --------------------- |
| Num                                | Coureur                        | Pos                   |
| 201                                | Roos Hoogeboom (ESP)           | 47e                   |
| 202                                | Spela Kern (SLO)               | 69e                   |
| 203                                | Lorena Llamas (ESP)            | 83e                   |
| 204                                | Paola Munoz (CHI)              | AB                    |
| 205                                | Lourdes Oyarbide Jimenez (ESP) | 55e                   |
| 206                                | Yessica Pérez (ESP)            | AB                    |
| Directeur sportif : Denis Gonzales |                                |                       |

| Orica-Scott ORS                   | Orica-Scott ORS              | Orica-Scott ORS |
| --------------------------------- | ---------------------------- | --------------- |
| Num                               | Coureur                      | Pos             |
| 211                               | Jessica Allen (AUS)          | 94e             |
| 212                               | Gracie Elvin (AUS)           | 11e             |
| 213                               | Katrin Garfoot (AUS) (route) | 25e             |
| 214                               | Sarah Roy (AUS)              | 97e             |
| 215                               | Amanda Spratt (AUS)          | 96e             |
| 216                               | Annemiek Van Vleuten (NED)   | 14e             |
| Directeur sportif : Martin Barras |                              |                 |

| Drops DRP                      | Drops DRP                | Drops DRP |
| ------------------------------ | ------------------------ | --------- |
| Num                            | Coureur                  | Pos       |
| 221                            | Ann-Sophie Duyck (BEL)   | AB        |
| 222                            | Rebecca Durrell (GBR)    | AB        |
| 223                            | Alice Barnes (GBR)       | 7e        |
| 224                            | Annabel Simpson (GBR)    | AB        |
| 225                            | Abby-Mae Parkinson (GBR) | 75e       |
| 226                            | Susanna Zorzi (ITA)      | 56e       |
| Directeur sportif : Bob Varney |                          |           |

| Bepink BPK                      | Bepink BPK                    | Bepink BPK |
| ------------------------------- | ----------------------------- | ---------- |
| Num                             | Coureur                       | Pos        |
| 231                             | Alison Jackson (CAN)          | 27e        |
| 232                             | Katia Ragusa (ITA)            | 72e        |
| 233                             | Ilaria Sanguineti (ITA)       | 87e        |
| 234                             | Maria Vittoria Sperotto (ITA) | AB         |
| 235                             | Silvia Valsecchi (ITA)        | AB         |
| 236                             | Olga Zabelinskaya (RUS)       | 13e        |
| Directeur sportif : Walter Zini |                               |            |

| Astana Women's ASA                   | Astana Women's ASA          | Astana Women's ASA |
| ------------------------------------ | --------------------------- | ------------------ |
| Num                                  | Coureur                     | Pos                |
| 243                                  | Arianna Fidanza (ITA)       | 53e                |
| 245                                  | Arlenis Sierra (CUB)        | 18e                |
| 246                                  | Lara Vieceli (ITA)          | AB                 |
|                                      | Makhabbat Umutzhanova (KAZ) | 78e                |
|                                      | Lisa Morzenti (ITA)         | 92e                |
|                                      | Natalya Saifutdinova (KAZ)  | 62e                |
| Directeur sportif : Giovanni Fidanza |                             |                    |

Source.